# Miquel Albareda i Creus
Miquel Albareda i Creus (Sabadell, 20 de febrer de 1919 - 13 d'abril de 2012), fou un jugador d'escacs català, que tenia el títol de Mestre Nacional, i fou jugador olímpic amb la selecció espanyola. Va ser guardonat el 2011 amb la Insígnia d'Or de la Federació Catalana d'Escacs.

## Resultats destacats en competició
Albareda fou un dels més destacats jugadors catalans durant tres dècades, entre els anys 1940 i 1970, en què assolí un gran nivell de joc, tant en la modalitat sobre el tauler com en escacs per correspondència. Fou vuit vegades Campió de Catalunya absolut (els anys 1943, 1945, 1954, 1957, 1958, 1959, 1962 i 1963), i quatre cops subcampió, (els anys 1946, 1948, 1953, i 1965). També fou un cop subcampió d'Espanya, l'any 1945 a Bilbao (el campió fou Antonio Medina).
El 1944 es proclamà campió del «Torneig de Mestres de Sabadell», per davant de Rafael Llorens i Antonio Medina, entre d'altres.
Fou el cinquè tauler de la selecció espanyola a l'històric Matx Radiofònic entre l'Argentina i Espanya de 1946.
El 1960 participà, representant Espanya, a la VII Copa Claire Benedict (torneig europeu per equips) a Biel/Bienne, on jugà al tercer tauler de l'equip espanyol.

### Participació en Olimpíades d'escacs
Albareda va participar, representant Espanya, en l'Olimpíada d'escacs de 1958, amb un resultat de (+1 =5 –1), per un 50,0% de la puntuació.

### Homenatges i reconeixements
El 2007, en ocasió de la celebració del Campionat d'Espanya d'escacs per equips, que es feia a la seva ciutat de Sabadell, la Federació Espanyola d'Escacs li va retre un homenatge. El 2011, durant la Festa Catalana dels Escacs, la Federació Catalana d'Escacs li va entregar la insígnia d'or de la federació. Ja estava en possessió de la medalla de Forjador dels Escacs Catalans, com un dels millors jugadors catalans de tots els temps.